# Ochmanów
Ochmanów – wieś w Polsce, położona w województwie małopolskim, w powiecie wielickim, w gminie Niepołomice.
Wieś Ochmanów leży w zachodniej części gminy Niepołomice a wschodniej części powiatu wielickiego. Zajmuje 189 ha obszaru falistego, wzniesionego 225 m n.p.m., który przecięty jest przepływającym potokiem zwanym dawniej Obrzynka, dzisiaj Bogusławą. Jest to prawy dopływ Wisły.
W latach 1975–1998 wieś położona była w województwie krakowskim.

## Integralne części wsi
| SIMC    | Nazwa       | Rodzaj    |
| ------- | ----------- | --------- |
| 0328611 | Gaj         | część wsi |
| 0328628 | Na Grobli   | część wsi |
| 0328634 | Ogrody      | część wsi |
| 0328640 | Pode Dworem | część wsi |
| 0328657 | Przeczka    | część wsi |
| 0328663 | Za Gajem    | część wsi |
| 0328670 | Zbój        | część wsi |

## Historia
Historia wsi sięga odległego średniowiecza. Mieści się już w spisie dóbr, które Klemens Jaksa z Ruszczy przekazał benedyktynkom staniąteckim w 1238 roku. Jest to pierwsza wzmianka o istnieniu wsi Ochmanów.
W XV wieku (według Długosza) we wsi było 8 gospodarstw kmiecych 23 zagrodników. Były też dwie karczmy. Za wsią od strony zachodniej biegł szlak handlowy łączący Wieliczkę z krajami Europy Wschodniej. Dzisiaj jest to droga polna zwana w tradycji ustnej solną lub solską.Wieś duchowna, własność Opactwa Benedyktynek w Staniątkach położona była w drugiej połowie XVI wieku w powiecie szczyrzyckim województwa krakowskiego.
W drugiej połowie XIX wieku wieś Ochmanów liczyła 185 mieszkańców wyznania rzymskokatolickiego. Większa część gruntów ornych, pastwisk i łąk była własnością klasztoru Benedyktynek ze Staniątek. Zarządca dóbr klasztornych mieszkał na południowym skraju wsi w drewnianym dworku.
Po II wojnie światowej grunty klasztorne zostały upaństwowione. Część wykupili miejscowi chłopi, a część została przejęta przez PGR.
Poszerzył się teren zabudowy. Oprócz najstarszej części wsi leżącej nad rzeką Bogusławą i główną drogą zostały zabudowane nowe tereny. Mają swoje nazwy: Kolonia, Zarzecze, Ogrody, Zbóje. W latach pięćdziesiątych XX wieku wieś została zelektryfikowana, a w latach siedemdziesiątych we wsi założono gazociąg. Wieś posiada wodociąg, a prawie wszystkie gospodarstwa domowe telefon. Fakty te mają istotny wpływ na polepszenie warunków życia mieszkańców. Gospodarstwa rolnicze rozdrobnione i podupadłe nie zapewniały utrzymania ich właścicieli. Praca na roli przestała być jedynym źródłem utrzymania większości rodzin. Podstawą egzystencji jest praca poza rolnictwem w pobliskich miastach.
Dzieci i młodzież z Ochmanowa uczęszczają do Szkoły Podstawowej w Zakrzowie. Dalszą naukę kontynuują w Niepołomicach, Wieliczce lub w Krakowie. Ważną rolę w dawnych czasach odgrywała szkoła gospodarcza dla dziewcząt prowadzona przez zakonnice w niedalekich Staniątkach.

## Przemysł
W Ochmanowie mieści się fabryka okien i drzwi Oknoplast.

## Pole golfowe

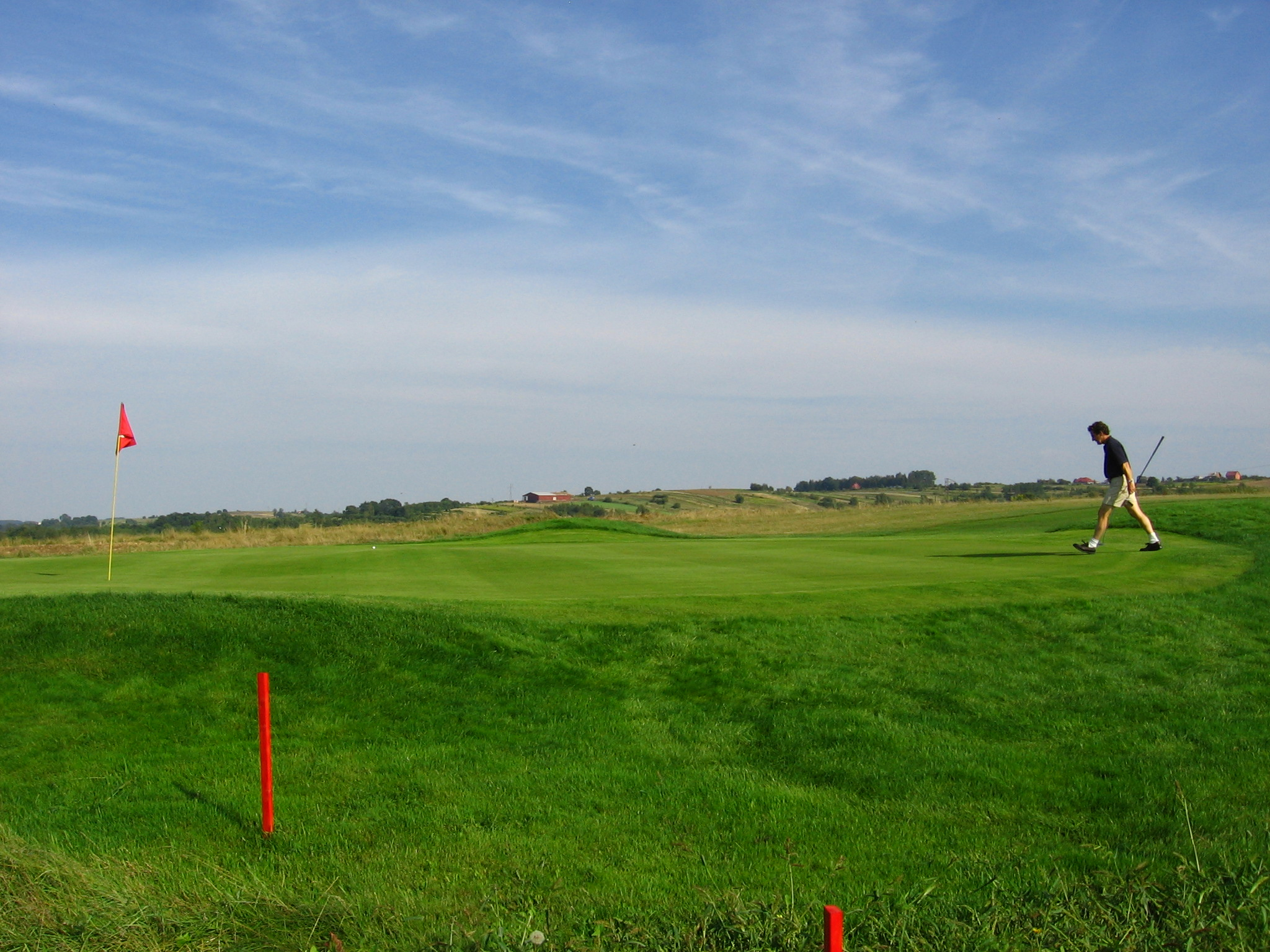
Green trzeciego dołka pola RKGCC

W Ochmanowie znajduje się 18-dołkowe pole golfowe par 72 Royal Kraków Golf & Country Club.